# Arrondissement de Charolles
L'arrondissement de Charolles est une division administrative française, située dans le département de Saône-et-Loire et la région Bourgogne-Franche-Comté. Il a été créé comme tous les arrondissements français par la loi du 28 pluviôse an VIII (17 février 1800) en se substituant aux districts de Charolles, Bourbon-Lancy et Marcigny.

## Composition

### Composition avant 2015
Liste des cantons de l'arrondissement de Charolles :
- canton de Bourbon-Lancy ;
- canton de Charolles ;
- canton de Chauffailles ;
- canton de Digoin ;
- canton de Gueugnon ;
- canton de La Clayette ;
- canton de La Guiche ;
- canton de Marcigny ;
- canton de Palinges ;
- canton de Paray-le-Monial ;
- canton de Saint-Bonnet-de-Joux ;
- canton de Semur-en-Brionnais ;
- canton de Toulon-sur-Arroux.

### Découpage communal depuis 2015
Depuis 2015, le nombre de communes des arrondissements varie chaque année soit du fait du redécoupage cantonal de 2014 qui a conduit à l'ajustement de périmètres de certains arrondissements, soit à la suite de la création de communes nouvelles. Le nombre de communes de l'arrondissement de Charolles est ainsi de 136 en 2015, 135 en 2016 et 126 en 2019.
Au 1er janvier 2024, l'arrondissement groupe les 126 communes suivantes :
1. Amanzé
2. Anglure-sous-Dun
3. Anzy-le-Duc
4. Artaix
5. Ballore
6. Baron
7. Baudemont
8. Baugy
9. Beaubery
10. Bois-Sainte-Marie
11. Bourbon-Lancy
12. Bourg-le-Comte
13. Briant
14. Céron
15. Chalmoux
16. Chambilly
17. Champlecy
18. Changy
19. La Chapelle-au-Mans
20. La Chapelle-sous-Dun
21. Charolles
22. Chassigny-sous-Dun
23. Chassy
24. Châteauneuf
25. Châtenay
26. Chauffailles
27. Chenay-le-Châtel
28. La Clayette
29. Clessy
30. Colombier-en-Brionnais
31. Coublanc
32. Cressy-sur-Somme
33. Cronat
34. Curbigny
35. Curdin
36. Cuzy
37. Digoin
38. Dompierre-sous-Sanvignes
39. Dyo
40. Fleury-la-Montagne
41. Fontenay
42. Gibles
43. Gilly-sur-Loire
44. Grandvaux
45. Grury
46. Les Guerreaux
47. Gueugnon
48. Hautefond
49. L'Hôpital-le-Mercier
50. Iguerande
51. Issy-l'Évêque
52. Lesme
53. Ligny-en-Brionnais
54. Lugny-lès-Charolles
55. Mailly
56. Maltat
57. Marcigny
58. Marcilly-la-Gueurce
59. Marly-sous-Issy
60. Marly-sur-Arroux
61. Martigny-le-Comte
62. Melay
63. Mont
64. Montceaux-l'Étoile
65. Montmort
66. Mornay
67. La Motte-Saint-Jean
68. Mussy-sous-Dun
69. Neuvy-Grandchamp
70. Nochize
71. Oudry
72. Ouroux-sous-le-Bois-Sainte-Marie
73. Oyé
74. Ozolles
75. Palinges
76. Paray-le-Monial
77. Perrigny-sur-Loire
78. Poisson
79. Prizy
80. Rigny-sur-Arroux
81. Le Rousset-Marizy
82. Saint-Agnan
83. Saint-Aubin-en-Charollais
84. Saint-Aubin-sur-Loire
85. Saint-Bonnet-de-Cray
86. Saint-Bonnet-de-Joux
87. Saint-Bonnet-de-Vieille-Vigne
88. Saint-Christophe-en-Brionnais
89. Saint-Didier-en-Brionnais
90. Saint-Edmond
91. Sainte-Foy
92. Saint-Germain-en-Brionnais
93. Saint-Igny-de-Roche
94. Saint-Julien-de-Civry
95. Saint-Julien-de-Jonzy
96. Saint-Laurent-en-Brionnais
97. Saint-Léger-lès-Paray
98. Saint-Martin-de-Lixy
99. Saint-Martin-du-Lac
100. Saint-Maurice-lès-Châteauneuf
101. Saint-Racho
102. Sainte-Radegonde
103. Saint-Romain-sous-Versigny
104. Saint-Symphorien-des-Bois
105. Saint-Vincent-Bragny
106. Saint-Yan
107. Sarry
108. Semur-en-Brionnais
109. Suin
110. Tancon
111. Toulon-sur-Arroux
112. Uxeau
113. Vareilles
114. Varenne-l'Arconce
115. Varenne-Saint-Germain
116. Varennes-sous-Dun
117. Vauban
118. Vaudebarrier
119. Vendenesse-lès-Charolles
120. Vendenesse-sur-Arroux
121. Versaugues
122. Vindecy
123. Viry
124. Vitry-en-Charollais
125. Vitry-sur-Loire
126. Volesvres

## Démographie

### Évolution démographique
En 2022, l'arrondissement comptait 84 782 habitants.
| 1968    | 1975    | 1982    | 1990    | 1999    | 2006    | 2011    | 2016   | 2021   |
| ------- | ------- | ------- | ------- | ------- | ------- | ------- | ------ | ------ |
| 118 619 | 119 562 | 115 878 | 109 134 | 102 205 | 100 904 | 100 359 | 87 416 | 85 124 |

| 2022   | - | - | - | - | - | - | - | - |
| ------ | - | - | - | - | - | - | - | - |
| 84 782 | - | - | - | - | - | - | - | - |

### Évolution des naissances et des décès de 2008 à 2017
|                       | 2008  | 2009  | 2010  | 2011  | 2012  | 2013  | 2014  | 2015  | 2016  | 2017  |
| --------------------- | ----- | ----- | ----- | ----- | ----- | ----- | ----- | ----- | ----- | ----- |
| Décès domiciliés      | 1 049 | 1 084 | 1 121 | 1 049 | 1 161 | 1 194 | 1 082 | 1 222 | 1 216 | 1 175 |
| Naissances domiciliés | 842   | 825   | 833   | 800   | 765   | 747   | 747   | 693   | 646   | 609   |